# Molophilus (Molophilus) tuu
Molophilus (Molophilus) tuu is een tweevleugelige uit de familie steltmuggen (Limoniidae). De soort komt voor in het Australaziatisch gebied.